# Екатеринбург
Екатеринбу̀рг (на руски: Екатеринбург; от 1924 до 1991 г. – Свердловск) е град в Русия, административен център на Свердловска област и на Уралския федерален окръг. Населението му е 1 548 187 души (2025), с което се нарежда на 4-то място в страната след Москва, Санкт Петербург и Новосибирск. Разстоянието до столицата Москва е около 1800 km.
Първоначално наречен на света Екатерина, между 1924 и 1991 година градът носи името на комунистическия деец Яков Свердлов – Свердловск.

## История
Екатеринбург е основан от Василий Татишчев и Георг Вилхем де Генин и е наречен на света Екатерина – съименница на царица Екатерина I, съпруга на цар Петър I.
Градът е основан на 18 ноември 1723 г. На този ден е пусната първата линия на завода, построен на река Исет от Василий Никитич Татишчев и Георг Вилхелм де Генин. По лична молба на Георг Вилхем де Генин, императрица Екатерина I позволява градът да носи нейното име. Достига статута на град през 1796 г.
Скоро след Октомврийската революция, на 16 юли 1918 г., цар Николай II, съпругата му Александра Фьодоровна и техните деца са убити от болшевиките в къщата на Ипатиев. През 1977 г. къщата на Ипатиев е разрушена по нареждане на Борис Елцин, за да се предотврати издигането и в култ от монархистите. На нейно място са издигнати дървен кръст и параклис. Б. Елцин като президент на Русия присъства на погребението на царя през 1998 г. След като Руската православна църква обявява мястото за свещено, през 2000 – 2003 г. там е издигнат храм, наречен „Храм на кръвта“.
След като са били убити членовете на императорското семейство, телата им са били изхвърлени недалеч от Екатеринбург, в местността Ганина яма, залети със сярна киселина и после изгорени. Сега на това място е създаден мъжки манастир с красиви дървени църкви и сгради. В манастира има 7 църкви и се строи следваща.
Няколко дни след разстрела градът е завзет от белогвардейски войски, подпомагани от Чехословашките легиони. Съветската власт е възстановена година по-късно, през юли 1919 г. През 1924 г. градът получава името Свердловск, в чест на комунистическия деец Яков Свердлов.
През 1930-те години Свердловск се нарежда сред съветските центрове за развиване на тежка индустрия, по време на което се създава известния Уралмаш. По време на Втората световна война много държавни научни институти и цели фабрики са преместени в града, далече от военните действия (предимно в Москва), и много от тях остават там след края на войната. Част от колекциите на Ермитажа също са евакуирани от Ленинград в Свердловск през юли 1941 г. и остават там до октомври 1945 г.
На 1 май 1960 г. американският шпионски самолет U-2 с пилот Франсис Гари Пауърс, работещ за ЦРУ, е свален над Свердловска област. Той е заловен, изпратен на съд и осъден за шпионаж на 7 г. каторжен труд. От тях той изтърпява само 1 г., преди да бъде разменен за Рудолф Абел – високопоставен шпионин на КГБ, заловен в САЩ през 1957 г.
Еднообразните 5-етажни жилищни блокове (т.нар. „хрушчовки“), които могат да се видят днес в кварталите на града, са построени при управлението на Хрушчов през 1960-те години.
По време на Августовския пуч в Русия от 1991 г. Свердловск, който е родният град на Борис Елцин, е избран от него за резервна столица на Руската федерация в случай, че положението в Москва стане твърде опасно за руското правителство. Резервен кабинет начело с Олег Лобов е изпратен в града, където Елцин има традиционно голяма подкрепа. Скоро след провала на пуча и последвалото разпадане на СССР градът възвръща историческото си име Екатеринбург.

## География
Само на няколко километра западно от града е условната граница между Европа и Азия. Градът е пресечен от река Исет, приток на Тобол. В североизточната му част се намира езерото Шарташ, а в северозападната – Градското езеро. Разположен на източните склонове на Урал, градът е главният промишлен и културен център на уралския регион.
На територията на града има около 20 природни паметника-ценни в екологично, научно, културно и естетическо отношение, природни комплекси и обекти под закрила, в това число езерото Шарташ, каменните палатки и др.

### Климат
Екатеринбург е разположен в зона на умереноконтинентален климат. Средната годишна температура е 3 °C, средната влажност на въздуха е 71%, а средните годишни валежи са около 541 mm.
| Климатични данни за Екатеринбург      | Климатични данни за Екатеринбург | Климатични данни за Екатеринбург | Климатични данни за Екатеринбург | Климатични данни за Екатеринбург | Климатични данни за Екатеринбург | Климатични данни за Екатеринбург | Климатични данни за Екатеринбург | Климатични данни за Екатеринбург | Климатични данни за Екатеринбург | Климатични данни за Екатеринбург | Климатични данни за Екатеринбург | Климатични данни за Екатеринбург | Климатични данни за Екатеринбург |
| Месеци                                | яну.                             | фев.                             | март                             | апр.                             | май                              | юни                              | юли                              | авг.                             | сеп.                             | окт.                             | ное.                             | дек.                             | Годишно                          |
| Абсолютни максимални температури (°C) | 5,6                              | 9,4                              | 17,3                             | 28,8                             | 33,4                             | 35,6                             | 38,8                             | 37,2                             | 31,9                             | 24,7                             | 13,5                             | 5,9                              | 38,8                             |
| Средни максимални температури (°C)    | −9,1                             | −6,8                             | 1,0                              | 9,8                              | 17,4                             | 23,0                             | 24,4                             | 21,1                             | 14,5                             | 6,8                              | −2,8                             | −7,9                             | 7,6                              |
| Средни температури (°C)               | −12,6                            | −11,1                            | −3,8                             | 4,3                              | 11,3                             | 17,1                             | 19,0                             | 15,9                             | 9,8                              | 3,4                              | −5,8                             | −11                              | 3,0                              |
| Средни минимални температури (°C)     | −15,7                            | −14,5                            | −7,6                             | 0,0                              | 6,2                              | 12,1                             | 14,4                             | 11,9                             | 6,4                              | 0,7                              | −8,3                             | −13,7                            | −0,7                             |
| Абсолютни минимални температури (°C)  | −44,6                            | −42,4                            | −39,2                            | −21,8                            | −13,5                            | −2,3                             | 1,5                              | −1                               | −9                               | −22,7                            | −39,2                            | −46,7                            | −46,7                            |
| Средни месечни валежи (mm)            | 27                               | 20                               | 21                               | 28                               | 50                               | 75                               | 90                               | 73                               | 58                               | 39                               | 33                               | 27                               | 541                              |
| ------------------------------------- | -------------------------------- | -------------------------------- | -------------------------------- | -------------------------------- | -------------------------------- | -------------------------------- | -------------------------------- | -------------------------------- | -------------------------------- | -------------------------------- | -------------------------------- | -------------------------------- | -------------------------------- |
| Източник: Погода и Климат             |                                  |                                  |                                  |                                  |                                  |                                  |                                  |                                  |                                  |                                  |                                  |                                  |                                  |

## Население
| 1724      | 1781      | 1807      | 1820      | 1856      | 1861      | 1877      | 1887      |
| --------- | --------- | --------- | --------- | --------- | --------- | --------- | --------- |
| 4000      | 7969      | 10 023    | 13 026    | 16 900    | 19 832    | 30 274    | 37 399    |
| 1897      | 1913      | 1923      | 1931      | 1939      | 1956      | 1959      | 1962      |
| 43 239    | 69 210    | 97 400    | 223 300   | 423 000   | 707 000   | 779 000   | 853 000   |
| 1967      | 1973      | 1976      | 1979      | 1982      | 1986      | 1989      | 1992      |
| 961 000   | 1 099 000 | 1 163 000 | 1 211 172 | 1 252 000 | 1 310 000 | 1 364 621 | 1 371 000 |
| 1996      | 1998      | 2000      | 2002      | 2004      | 2005      | 2006      | 2007      |
| 1 276 000 | 1 272 000 | 1 266 300 | 1 293 537 | 1 334 400 | 1 304 300 | 1 308 400 | 1 315 100 |
| 2008      | 2009      | 2010      | 2011      | 2012      | 2013      | 2014      | 2015      |
| 1 323 000 | 1 332 264 | 1 349 772 | 1 350 100 | 1 377 738 | 1 396 074 | 1 412 346 | 1 428 042 |

### Етнически състав
Етнически групи според преброяването на населението през 2010 г.: 89,04% руснаци, 3,72% татари, 1,03% украинци, 0,96% башкири, 0,52% марийци, 0,51% азербайджанци и други.

## Икономика
Тежко машиностроене, металургия, лека промишленост са част от индустриите, които се развиват в града. Произвеждат се стомана, бензин, химикали, автомобилни гуми. Обработката на скъпоценни камъни е добре развита.

## Инфраструктура
Екатеринбург е голям железопътен възел, в който се събират 7 магистрални линии (от Перм, Тюмен, Казан, Нижни Тагил, Челябинск, Курган и Тавда). В града е разположено Управлението на Свердловския железен път, което обслужва територията на Свердловска и Тюменска области, Пермския край, Ханти-Мансийския и Ямало-Ненецкия автономни окръзи, а също част от Омска област, с около 420 гари. Само в Екатеринбург гарите са 7: Екатеринбург-Сортировочная, Екатеринбург-Пассажирская, Шарташ, Путьовка, Апаратна, Гипсова, Шувакиш. Участъкът Перм – Екатеринбург – Тюмен влиза в основния маршрут на Транссибирската магистрала.
С укрепване на икономиката след спада през 1990-те години няколко европейски авиокомпании започват или възстановяват полетите си до летище „Колцово“ в града, което е обновено през 2007 г.
Общественият транспорт в Екатеринбург се състои от трамваи, автобуси, тролейбуси, маршрутки и Екатеринбургския метрополитен, който отваря врати през 1991 г. Днес метрото в Екатеринбург има 1 линия със 7 станции.
Днес в града има 30 висши учебни заведения, в това число 17 държавни.

## Спорт
Градският стадион „Екатеринбург Арена“ е с капацитет 36 000 души. Реконструиран е за Световното първенство по футбол „Русия 2018“ за 180 млн. евро (13 млрд. рубли).

## Култура
В Екатеринбург в пълна степен са представени архитектурните стилове и направления неокласицизъм, еклектика, модернизъм, конструктивизъм.
В града е базирано Уралското отделение на Руската академия на науките, 30 музея, над 35 изложбени зали и галерии, 15 театъра, Държавна филхармония, Екатеринбургски цирк, зоопарк, кина и концертни зали. Църквите са нови (тъй като след Октомврийската революция са били разрушени) и красиви.

## Побратимени градове
- Сан Хосе, Калифорния, САЩ
- Вупертал, Германия
- Пилзен, Чехия
- Мост, Чехия
- Генуа, Италия
- Ферентино, Италия
- Хамадан, Иран
- Гуанджоу, Китай
- Инчон, Южна Корея